# الدعاية في الولايات المتحدة

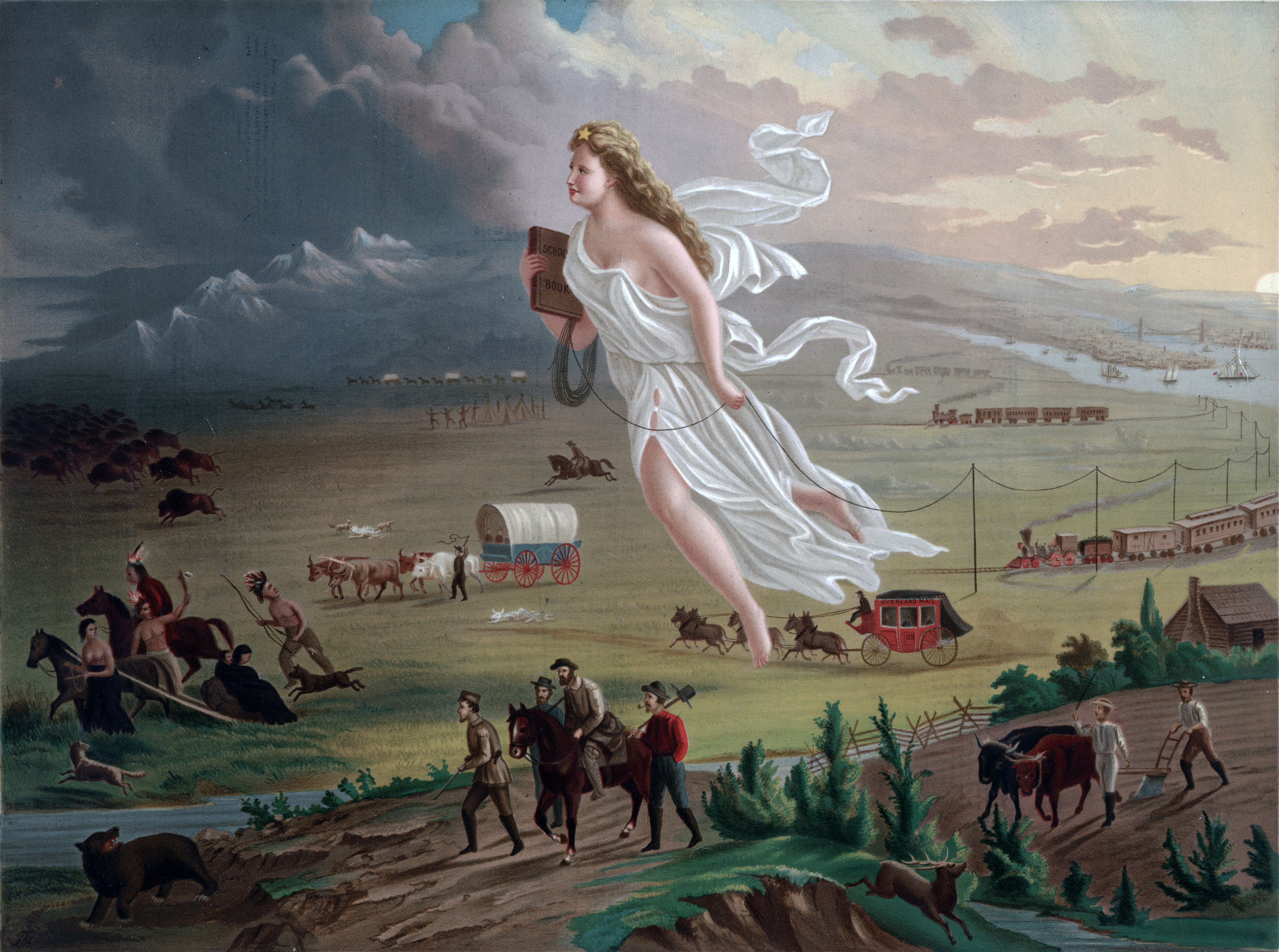

تشير الدعاية في الولايات المتحدة إلى نَشر الدعاية على يد كل من حكومتها الاتحادية (كلا الحزبين الديمقراطي والجمهوري) إلى جانب ما تجريه الكيانات الإعلامية محليًا وعالميًا. عادةً ما يُجرى هذا لقلب الرأي المحلي والعالمي بصورة كامنة لصالح سياساتها، حَسب إدارتها في حينه.
يمكن اقتفاء أثر الدعاية عَودًا إلى تأسيس الولايات المتحدة، إذ كانت جوهرية باعتبارها ذريعة حرب لحروب مثل الإسبانية الأمريكية في عام 1898، التي قادت إلى ممارسة الصحافة الصفراء، وحادث خليج تونكين الذي أفضى إلى حرب فيتنام، وشهادة نيرة السابقة لحرب الخليج الثانية، والتقارير المتعلقة بآلة التقطيع المزعومة خاصة صدام حسين إلى جانب التكّهن بوجود أسلحة دمار شامل في العراق، ما كان السبب المنطقي الرئيسي خلف غزو العراق في عام 2003.
عمومًا؛ الدعاية عبارة عن معلومات، أو أفكار، أو إشاعات تُنشر عمدًا على نطاق واسع للتحكّم في الآراء، وعادة ما يكون ذلك لصَون مصلحة أمةٍ ما. تُستخدم في الإعلانات، والراديو، والجرائد، والملصقات، والكتب، والتلفاز وغيرها من وسائل الإعلام وقد تقدم إما معلومات صحيحة أو غير صحيحة لجماهيرها.

## محليًا

### الحرب العالمية الأولى
ظهر أول استخدام واسع النطاق للدعاية من قبل حكومة الولايات المتحدة خلال الحرب العالمية الأولى. جنّدَت الحكومة عَون المواطنين والأطفال للمساعدة في تدعيم سندات الحرب والطوابع لاستنهاض الاقتصاد. للحفاظ على أسعار إمدادات الحرب منخفضة (من بنادق وبارود ومدافع وفولاذ إلخ.)، أنتجت حكومة الولايات المتحدة ملصقات حثّت الناس على التخفيف من الإسراف وزرع خضرواتهم الخاصة في «حدائق النصر». دفع الارتيابُ العام الذي ولّدته التكتيكات الجائرة للجنة المعلومات العمومية حكومةَ ما بعد الحرب إلى ترك استخدام الدعاية رسميًا.

### الحرب العالمية الثانية
أثناء الحرب العالمية الثانية، كانت الولايات المتحدة رسميًا دون دعاية، لكن استخدمت حكومة روزفلت وسائلَ لمراوغة هذا السطر الرسمي. إحدى أدوات الدعاية هذه كانت هيئة حرب الكُتّاب (دبليو دبليو بي) التي كانت ملكيتها عامة لكن تمويلها حكومي. كانت نشاطات دبليو دبليو بي شمولية لدرجة أنها سُميت «أعظم آلة دعاية في التاريخ». لماذا نقاتل هي سلسلة شهيرة من أفلام الدعاية خاصة حكومة الولايات المتحدة التي صُنعت لتبرير انخراط الولايات المتحدة في الحرب العالمية الثانية. كانت الاستجابة لاستخدام الدعاية في الولايات المتحدة متفاوتة، إذ فهم الشعب الأمريكي محاولات الحكومة لإطلاق دعاية خلال الحرب العالمية الأولى على نحو سلبيّ. لم تستخدم الحكومةُ الدعايةَ في البداية، لكنها في النهاية اقتنعت على يد الشركات ووسائل الإعلام، التي رأت استخدامها معلوماتيًا. استُخدمت القوالب الجاهزة الثقافية والعرقية في دعاية الحرب العالمية الثانية للتحفيز على تصور الشعب والحكومة اليابانيين على أنهم «عدوّ همجيّ وحيوانيّ من الضروري هزيمته»، ما دفع الكثير من الأمريكيين إلى النظر نظرة سلبية إلى كل الشعب الياباني. جُمع العديد من الناس المنحدرين من أصل ياباني، ومعظمهم كانوا مواطنين أمريكيين، قسرًا ووُضعوا في مخيمات اعتقال في أوائل أربعينيات القرن العشرين.
من عام 1944 حتى 1948، طوّر صُنّاع قرار سياسي بارزون في الولايات المتحدة حملة دعائية محلية هدفت إلى إقناع شعب الولايات المتحدة بالموافقة على خطة سلام خشن للشعب الألماني، مثلًا عبر استئصال النظرة العامة إلى الشعب الألماني والحزب النازي على أنهما كيانان منفصلان. كانت نواة هذه الحملة هي هيئة حرب الكُتّاب، والتي كانت مرتبطة ارتباطًا وثيقًا بحكومة روزفلت.
من الوسائل الأخرى كانت مكتب الولايات المتحدة لمعلومات الحرب الذي أسسه روزفلت في يونيو من عام 1842، وكان اختصاصه تطوير فهم سياسات الحرب بإدارة إلمَر ديفيس. تعامَلَ مع الملصقات، والصحافة، والأفلام، والمعارض، وأنتج موادًا متحيزة في معظمها تتوافق مع أهداف الولايات المتحدة في فترة الحرب.
من المنظمات غير الحكومية الضخمة والنافذة خلال الحرب وفترة ما بعد الحرب مباشرة كانت مجتمع درئ الحرب العالمية الثالثة ومجلس الكتب في فترة الحرب.

### الحرب الباردة
بلغت الدعاية أثناء الحرب الباردة أوجها في خمسينيات وستينيات القرن التاسع عشر في أُوَل سنين الحرب الباردة. كانت الولايات المتحدة تصنع دعاية تنتقد العدو وتسخر منه، وهو الاتحاد السوفييتي. كانت الدعاية مرتكزة على الأفلام، والتلفاز، والموسيقى، والأدب والفن. لم يُسمّها مسؤولو الولايات المتحدة دعاية، متذرّعين بأنهم كانوا يسردون المعلومات الدقيقة عن العالم أمام الناس الذين لهم وجهات نظر مختلفة عن الأشياء وحسب. روّج التلفاز للقيم العائلية المحافظة ولعظمة الحياة في أمريكا. كان واحد من البرامج التلفزيونية آنذاك يُدعى مغامرات أوزي وهارييت. كان البرنامج يتكلم عن مدى عظمة أن تكون من عائلة في أمريكا. أظهر على وجه الخصوص أهمية تلقي التعليم، واحترام الوالدَين، والعمل بجدّ. كانت الدعاية أيضًا في الرياضة. قاطعت الولايات المتحدة الألعاب الأولمبية لعام 1980 التي استضافتها موسكو إلى جانب اليابان وألمانيا الغربية، وغيرها من الدول. حينما أقيمت الألعاب الأولمبية في لوس أنجلس في عام 1984، فعل السوفييت ملثما فعلت الولايات المتحدة ولم يشاركوا في الألعاب. فيما يخص التعليم، اتخذت الدعاية الأمريكية شكل فيديوهات شاهدها الأطفال في المدارس؛ واحد من هذه الفيديوهات كان اسمه كيف تكتشِف شيوعيًا.

### الحرب على المخدرات
كان ثمة كمية غزيرة من الدعاية في الوقت الذي أعلن فيه نيكسون الحرب على المخدرات. واحد من أشكال الدعاية الذي استخدموه، وما زال مستخدمًا حتى اليوم، هو حملة الشباب الوطني الإعلامية لمكافحة للمخدرات. استخدمت الحكومة ملصقات وإعلانات لتخويف الأطفال والمراهقين حتى يرفضوا المخدرات. استهلّ نيكسون أول البرامج الممولة اتحاديًا لبدء منع المخدرات في الولايات المتحدة. طيلة أربعين العام السابقة، أنفقت الولايات المتحدة أكثر من 2.5 ترليون دولار أمريكي في الحرب ضد المخدرات. كانت ستينيات القرن التاسع عشر مصدر الحركة المتمردة التي روّجت لتعاطي المخدرات. نتج عن عودة العديد من الجنود من الحرب معتادين على الماريجوانا والهيروين طلبًا كبيرًا على المخدرات في الولايات المتحدة.
في يونيو من عام 1971، أعلن الرئيس نيكسون «الحرب على المخدرات». عزز وجود وكالات مراقبة المخدرات الفدرالية على نحو هائل، وشرّع إجراءات مثل العقوبة الإلزامية ومذكرات عدم الطَرق. أُسست إدارة مكافحة المخدرات (دي إي أيه) في عام 1973 لمواجهة تعاطي المخدرات وتهريب المواد المخدّرة إلى أمريكا. بدأ برنامج دي. أيه. آر. إي في عام 1983 لتثقيف الأطفال كي يرفضوا المخدرات. بحلول عام 2003 كان قد كلف 230 مليون دولار أمريكي ووظف 50.000 ضابط شرطة، لكنه لم يظهر نتائج واعدة في خفض تعاطي العقاقير غير القانونية قط. حملة الشباب الوطني الإعلامية لمكافحة للمخدرات، التي أُسست في الأصل بفعل مرسوم إدارة المواد المخدرة الوطني لعام 1988، لكنها تُدار الآن عبر مكتب سياسة مراقبة المخدرات الوطني في ظل مرسوم الحملة الإعلامية المكافحة المخدرات لعام 1998، هي حملة دعائية محلية صُممت «لتُلهم سلوكيات العامة ووسائل الإعلام الإخبارية بخصوص إدمان المخدّرات» ولأجل «تخفيف ومنع إدمان المخدرات بين شباب الولايات المتحدة». تتعاون الحملة الإعلامية مع الشراكة لأجل أمريكا خالية من المخدرات وغيرها من المنظمات الحكومية وغير الحكومية.